# مارك إسر
مارك إسر (بالإنجليزية: Mark Esser)‏ هو لاعب كرة قاعدة أمريكي، ولد في 1 أبريل 1956 في إيري في الولايات المتحدة.

## وصلات خارجية
- مارك إسر على موقعبيزبول رفرنس.كوم (الدوري الرئيسي) (الإنجليزية)
- مارك إسر على موقعبيزبول رفرنس.كوم (الدوري الثانوي) (الإنجليزية)